# Халл, Джозефин
Джозефин Халл (англ. Josephine Hull; 3 января 1877 — 12 марта 1957) — американская актриса, обладательница премий «Оскар» и «Золотой глобус».

## Биография
Джозефин Шервуд (англ. Josephine Sherwood) родилась 3 января 1877 года в Ньютонвилл, штат Массачусетс. Она обучалась в колледже Рэдклиф в Кембридже, Массачусетс, а также посещала Музыкальную консерваторию в Бостоне. В 1905 году она стала солисткой музыкального хора, а в 1910 году вышла замуж за актёра Шелли Халла. После смерти мужа в 1919 году она прекратила свою карьеру и не выступала до 1923 года, когда вновь вернулась, но уже под именем Джозефин Халл.
В 1920-х годах Джозефин Халл активно занималась своей карьерой в нью-йоркских театрах, добившись значительного успеха в постановках «Жена Крейга» (1926) и «Дейзи Мэйми» (1926), роль в которой была специально написано для неё. В 1930-е годы актриса блистала на Бродвее в хитах «Мышьяк и старые кружева» (1941) и «Харви» (1944). Её последней бродвейской ролью стала Лаура Пэтридж в постановке «Кадиллак из чистого золота» в 1954—1955 годах.
На большом экране Джозефин Халл появилась всего в пять фильмах с 1929 по 1951 год. Наиболее знаменитыми кинокартинами с её участием стали «Мышьяк и старые кружева» (1944) и «Харви» (1950), роль в котором принесла ей премии «Оскар» и «Золотой глобус» в номинации «лучшая актриса второго плана».
После того, как в середине 1950-х годах Джозефин Халл оставила карьеру актрисы, она переехала в Бронкс, Нью-Йорк, где провела свои последние годы, и умерла 12 марта 1957 года от инсульта в возрасте 80 лет.

## Фильмография
| Год  |   | Русское название        | Оригинальное название | Роль              |
| ---- | - | ----------------------- | --------------------- | ----------------- |
| 1932 | ф | Послезавтра             | After Tomorrow        | Миссис Пайпер     |
| 1932 | ф | Небрежная леди          | Careless Lady         | Тётя Кора         |
| 1944 | ф | Мышьяк и старые кружева | Arsenic and Old Lace  | Тётя Эбби Брюстер |
| 1950 | ф | Харви                   | Harvey                | Вета Луиз Симмонс |
| 1951 | ф | Леди из Техаса          | The Lady from Texas   | Мисс Бирди Уилер  |

## Награды
- 1951 — Премия «Оскар» за лучшую женскую роль второго плана («Харви»)
- 1951 — Премия «Золотой глобус» за лучшую женскую роль второго плана — кинофильм («Харви»)